# Elisabeth von Staegemann

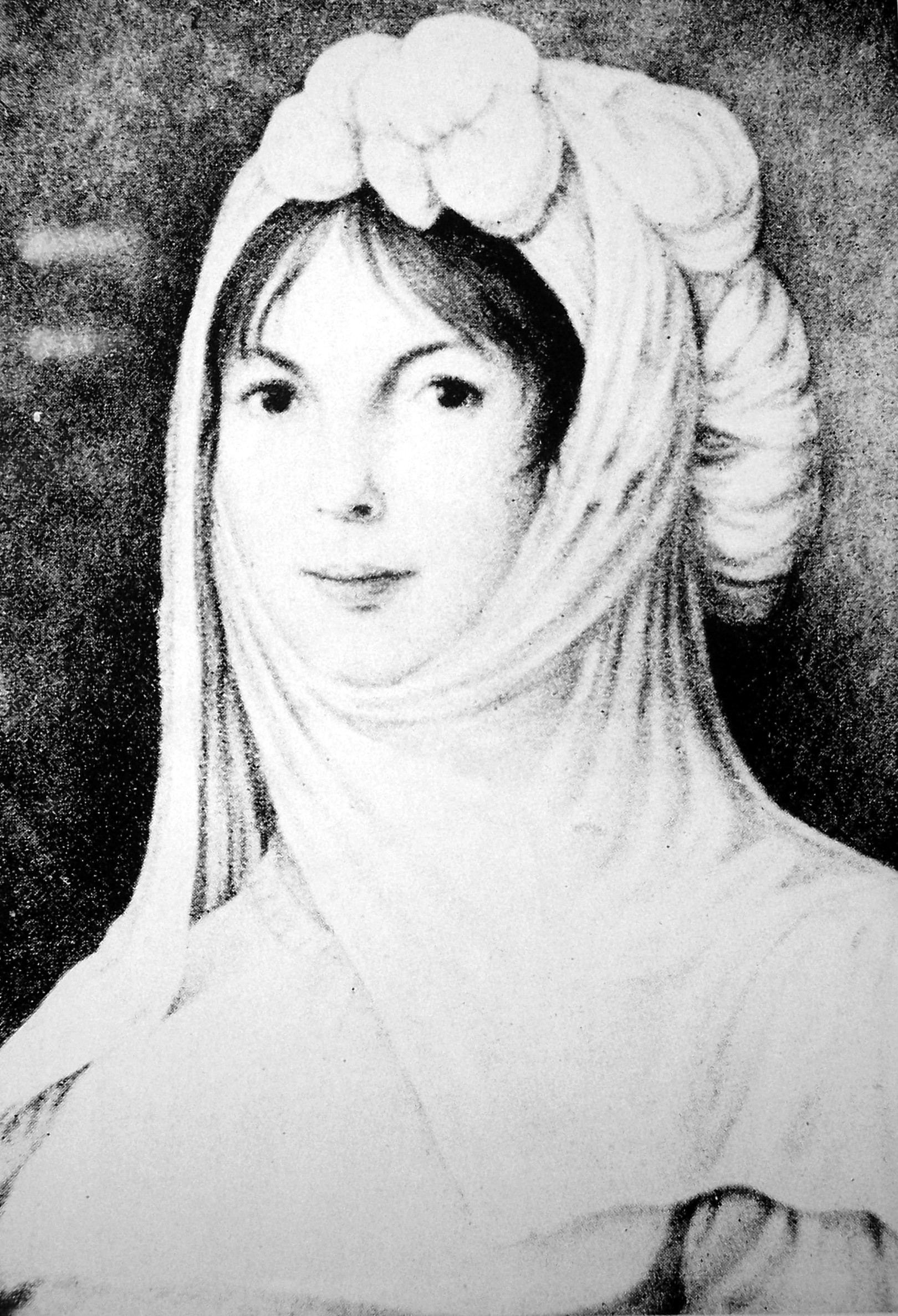
Elisabeth von Staegemann. Selbstporträt (1808)

Johanna Elisabeth von Staegemann (* 11. April 1761 in Königsberg i. Pr.; † 11. Juli 1835 in Berlin) war eine deutsche Schriftstellerin, Malerin und Salonnière.

## Leben
Die Tochter des preußischen Kaufmanns Kommerzienrat Johann Jakob Fischer (1786 verschollen) und der Regina geb. Hartung (1734–1805) wuchs in der Kgl. Haupt- und Residenzstadt Königsberg in Preußen auf. In ihrer liberalen, den Künsten und der Wissenschaft aufgeschlossenen Gesellschaft erlangte sie schon als junge Frau einen Ruf. Unter anderem war sie mit Johann Friedrich Reichardt, Immanuel Kant und Theodor Gottlieb von Hippel bekannt, Friedrich Gentz und der Dichter Friedrich August Staegemann gehörten zu ihren Verehrern. Im Jahr 1780 heiratete sie den Justizrat Graun, Sohn des Komponisten Carl Heinrich Graun. Als ihr Mann 1787 nach Berlin berufen wurde, blieb Elisabeth mit ihren beiden Kindern und ihrer Mutter acht Jahre lang allein in Königsberg. Sie begründete gegen Ende der 1780er Jahre eine salonartige Geselligkeit und folgte ihrem Mann 1795 nach Berlin, reichte jedoch noch Ende des Jahres die Scheidung ein. Ein Jahr später heiratete sie in Königsberg den preußischen Beamten und Schriftsteller Friedrich August Staegemann, der sie bereits in den 1780er Jahren verehrt hatte. 1806 ging sie mit ihm erneut nach Berlin.
Bedingt durch die Preußens Niederlage in der Schlacht bei Jena und Auerstedt ging das Ehepaar Staegemann mit der königlichen Familie wieder nach Ostpreußen. Ihre gemeinsamen Kinder wurden Spielgefährten der Prinzen und Prinzessinnen. Auch zu Fürst Radziwiłł und seiner Frau Luise von Preußen wurden freundschaftliche Bande geknüpft. Nach dreijährigem Aufenthalt in Königsberg kehrte die Familie 1809/10 nach Berlin zurück. Das Salonleben, das auch in Ostpreußen nicht geruht hatte, wurde fortgesetzt und intensiviert. Mittlerweile Staatsratsgattin, spielte Elisabeth Staegemann alsbald eine führende Rolle im Berliner Kulturleben, zumal sich der Zirkel ihrer Freundin Rahel Varnhagen 1806 aufgelöst und ein gesellschaftliches Vakuum hinterlassen hatte.
1816 mit ihrem Mann nobilitiert, pflegte Elisabeth bis ins Alter musische und literarische Zusammenkünfte in ihrem Haus, an denen sie selber allerdings seit den späten 1820er Jahren wegen einer Erkrankung nicht mehr teilnehmen konnte. An ihre Stelle als Gastgeberin trat ihre mittlerweile verheiratete Tochter Hedwig von Olfers. Seit ihrer Zeit als Salonnière schrieb und malte sie sporadisch, unter anderem einige Selbstporträts; sie verstand sich aber zeitlebens als Amateurin. Von vielen Persönlichkeiten des literarischen und politischen Lebens verehrt, darunter Heinrich von Kleist, starb sie 1835 in Berlin. Ihr Grab befindet sich auf dem Friedhof III der Jerusalems- und Neuen Kirche in Berlin-Kreuzberg. Sie ruht dort neben ihrem zweiten Gatten und der gemeinsamen Enkelin Marie von Olfers.
Ihr Gatte widmete ihr die Erinnerungen an Elisabeth, eine Sammlung von Sonetten, die er seit Beginn ihrer Beziehung für sie geschrieben hatte. Nach ihrer Hochzeit 1796 etwa widmete er ihr diese Verse:
 Elisabeth, ich hab es heiß errungen.

 In keuscher Minne Fesseln früh geschlagen,

 Dient' ich nur Dir, Dein Ritter ohne Tadel.

 Durch Deine Wahl, von Deinem Arm umschlungen

 Werd' ich anjetzt – o lass es stolz mich sagen! –

 Auch ebenbürtig Deinem Seelen-Adel.

## Salon
Der Salon der Elisabeth Staegemann, den sie seit etwa 1810 freitäglich (gelegentlich auch mittwochs) erst in der Jägerstraße, dann (seit 1818) in der Charlottenstraße 68, am Dönhoffplatz (ab 1825) und schließlich in der Charlottenstraße 31 (seit 1831) zusammenrief, steht historisch zwischen der so genannten „Rahelzeit“, also Spätaufklärung/Frühromantik, und dem Biedermeier. Soziologisch bedeutsam ist, wie bei vielen anderen zeitgenössischen Salons, die relative Freiheit von Standesschranken in der Auswahl der Gäste und ihrem gegenseitigen Umgang. Ihre eigenen künstlerischen Talente ermöglichten der Salonnière zudem einen besonderen Zugang zu Dichtung und Musik, wie sie in ihrem Haus gepflegt wurden. Schriftsteller wie Kleist, Clemens Brentano und Achim von Arnim trugen hier ihre Werke vor. Zahlreiche Staatsmänner und Militärs der preußischen Reformzeit gingen bei Elisabeth Staegemann ein und aus.

## Familie
Elisabeth Fischer heiratete am 26. Juli 1780 den Justiz- und Kammergerichtsrat Carl Ferdinand Graun (* 8. März [Taufdatum] 1753; 23. November 1819), Sohn des Komponisten Carl Heinrich Graun (1704–1759) und dessen zweiter Ehefrau Johanne Charlotte, geb. Reckop (* 1719; † 24. November 1794). Die Ehe verlief unglücklich und wurde 1795 geschieden. Ihr entsprossen zwei Kinder:
- Carl August Ferdinand Graun (* 1781; † 15. Juli 1851 in Berlin), Jurist in Berlin, Frankfurt (Oder) und Köln, Geheimer Ober-Revisionsrat.
- Charlotte Antonie Theodora Graun (* 1785; † 19. März 1859)[5] ⚭ (1) 1804 Major Nicolaus von Schmysing genannt von Korff (* 26. Dezember 1772; † 31. Mai 1813 in Breslau),[6] ⚭ (2) 1815 Oberstleutnant Georg Friedrich Adam von Horn (* 19. September 1772; † 16. Januar 1832).

Am 14. September 1796 ging sie eine zweite Ehe mit Friedrich August Staegemann (1763–1840) ein, der 1816 von König Friedrich Wilhelm III. von Preußen nobilitiert wurde. Ihre Kinder waren:
- August von Staegemann (1797–1866), Gutsbesitzer und Philosoph.
- Hedwig von Staegemann (1799–1891) ⚭ Ignaz von Olfers.

Elisabeth von Staegemann begründete durch ihre Tochter aus zweiter Ehe Hedwig eine Salonnièrendynastie, die ihre Enkelin Marie von Olfers (1826–1924) fortsetzte. Ihre Urenkelin war Sibylle von Olfers.

## Bekannte Habitués
| - David Maximowitsch Alopaeus - Karl vom Stein zum Altenstein - Achim von Arnim - August von Preußen - Jacob Herz Beer - Ludwig Berger - Christian Günther von Bernstorff - Friederike Bethmann-Unzelmann - Carl Friedrich von Beyme - Hermann von Boyen - Johann Georg Emil von Brause - Clemens Brentano - Friedrich Bury - Angelica Catalani - Adelbert von Chamisso - Helmina von Chézy - Carl von Clausewitz - Henriette von Crayen - Friedrich Ferdinand Alexander zu Dohna-Schlobitten - Wilhelm Dorow | - Johann Albrecht Friedrich von Eichhorn - Friedrich Christoph Förster - Friedrich de la Motte-Fouqué - Regina Frohberg - Eduard Gans - Friedrich von Gentz - Ludwig Friedrich Leopold von Gerlach - August Neidhardt von Gneisenau - August Friedrich Ferdinand von der Goltz - Justus von Gruner - Karl August von Hardenberg - Amalie von Helvig - Leopold von Henning - Luise Hensel - Wilhelm Hensel - Theodor Gottlieb von Hippel - Aloys Hirt - Julius Eduard Hitzig | - E. T. A. Hoffmann - Elise von Hohenhausen - Franz Christoph Horn - Heinrich Gustav Hotho - Alexander von Humboldt - Wilhelm von Humboldt - Johann Erdmann Hummel - Friedrich Adolf von Kalckreuth - Karl Albert von Kamptz - Johann Gottfried Kiesewetter - Bernhard Klein - Heinrich von Kleist - Wilhelm Anton von Klewiz - Christian Gottfried Körner - Anton Wilhelm von L’Estocq - Carl Friedrich Heinrich von Wylich und Lottum - Malla Montgomery-Silfverstolpe - Adam Müller von Nitterdorf | - Wilhelm Müller - Konrad Engelbert Oelsner - Ignaz von Olfers - Ernst von Pfuel - Hermann von Pückler-Muskau - Anton Radziwiłł - Luise Radziwiłł - Christian Daniel Rauch - Johann Friedrich Reichardt - Georg Andreas Reimer - Pierre Rode - Otto August Rühle von Lilienstern - Johann August Sack - Friedrich Carl von Savigny - Theodor von Schmalz - Theodor von Schön - Friedrich von Schuckmann - Johannes Schulze - Heinrich Friedrich Karl vom und zum Stein - Heinrich Stieglitz | - Johann Wilhelm Süvern - Bogislav Friedrich Emanuel von Tauentzien - Friedrich Karl von Tettenborn - Ludwig Tieck - Karl August Varnhagen von Ense - Rahel Varnhagen - Ludwig von Vincke - Heinrich von Werther - Ernestine von Wildenbruch - Friedrich Adolf Freiherr von Willisen - Wilhelm Freiherr von Willisen - Peter von Winter - Friedrich August Wolf - Hans David Ludwig Graf Yorck von Wartenburg - Joseph von Zerboni di Sposetti |

## Schriften
- Erinnerungen für edle Frauen. Nebst Lebensnachrichten über die Verfasserin und einem Anhange von Briefen. Hrsg. v. Wilhelm Dorow, 2 Bde., J. C. Hinrichs, Leipzig 1846, Erster Band. Mit Portrait (Digitalisat); Zweiter Band. Mit Facsimile (Digitalisat).